# Зуєв Олександр Опанасович
Олександр Опанасович Зуєв (16 жовтня 1922, тепер Рогнединський район Брянської області, Російська Федерація — ?) — український радянський діяч, 1-й секретар Горлівського міськкому КПУ Донецької області, секретар та 2-й секретар Донецького обкому КПУ. Кандидат у члени ЦК КПУ в 1971—1976 роках. Депутат Верховної Ради УРСР 8-го скликання.

## Біографія
Учасник німецько-радянської війни.
Член ВКП(б) з 1946 року.
Закінчив Сталінський гірничо-будівельний технікум.
Перебував на партійній роботі.
У 1963 — грудні 1964 року — 1-й секретар Горлівського міського комітету КПУ Донецької області.
У грудні 1964 — квітні 1971 року — секретар Донецького обласного комітету КПУ.
У квітні 1971 — 1974 року — 2-й секретар Донецького обласного комітету КПУ.
Працював начальником управління Міністерства вугільної промисловості Української РСР.
Потім — на пенсії в місті Донецьку.

## Нагороди
- орден Жовтневої Революції (25.08.1971)
- орден Вітчизняної війни ІІ ст.
- орден Трудового Червоного Прапора (1966)
- орден «Знак Пошани» (1958)
- медаль «За оборону Сталінграда»
- медаль «За перемогу над Німеччиною у Великій Вітчизняній війні 1941—1945 рр.» (1945)
- медалі
- Почесна грамота Президії Верховної Ради Української РСР (28.08.1964)